# Otome wa Boku ni Koishiteru-afsnit
Denne side indeholder en oversigt over de 13 afsnit af animeserien Otome wa Boku ni Koishiteru.
Ved originaltitlerne, der vises i afsnittene, er nogle af kanjiene tillige skrevet med kana. Disse kana er i oversigten gengivet i parentes.
| # | Titel | Sendt første gang |
| --- | --- | ----------------- |
| | |                   |
| 01 | "The Prince Behind The Lipstick" "Rouge wo Hiita Oujisama" (口紅（ルージュ）をひいた王子様)                       | 7. oktober 2006   |
| Drengen Mizuho følger sin bedstefars sidste vilje og skifter med veninden Mariyas hjælp forklædt til sin mors gamle pigeskole. Her bliver den nye skønhed trods egen usikkerhed og lidt startvanskeligheder hurtigt populær. | |                   |
| 02 | "Unerasable Eraser" "Kesenai Keshigomu" (けせない消しゴム)                                                        | 14. oktober 2006  |
| Mizuho lærer klassekammeraten Sion at kende, der opdager hans hemmelighed men vælger at tie. Idrætstimen giver Mizuho nye problemer, men de andre ser kun hans dygtighed, hvorved hans popularitet øges endnu mere. Det udnytter Mariya til at nominere ham til ny Ældste. | |                   |
| 03 | "When Young Ladies Choose Their Princess" "Otome ga Otome o Erabu Toki" (おとめが乙女を選ぶ時)                    | 21. oktober 2006  |
| Mizuho har ikke den store tiltro til sine chancer ved Ældste-valget, mens Takako på sin side slet ikke er indforstået med Mizuhos kandidatur. Men da valgresultatet foreligger, tager tingene en overraskende drejning, da Sion involverer sig. | |                   |
| 04 | "The Sleeping Princess Behind the Unopenable Door" "Akazu no Tobira no Nemuri-hime" (開かずの扉の眠り姫)          | 28. oktober 2006  |
| Pigerne fortæller spøgelseshistorier, og en af dem går på Mizuhos rum, hvor en pige omkom for 22 år siden. En historie der viser sig sand, da pigen, Ichiko, kommer til live som et spøgelse. | |                   |
| 05 | "The Chapel In The Midnight" "Mayonaka no Chaperu" (真夜中の教会（チャペル）)                                     | 4. november 2006  |
| Ichiko introduceres til de mere eller mindre chokerede piger, der dog efterhånden bliver beroligede. Mizuho lærer Ichikos historie at kende og får sat nogle ting vedrørende sin egen mor i perspektiv. Men kan han også bringe Ichiko til den sidste hvile? | |                   |
| 06 | "A Summer Day's Capriccio" "Natsu no Hi no Kapurittsio" (夏の日の狂想曲（カプリッツィオ）)                        | 11. november 2006 |
| Mizuho kan ikke vise sig i badetøj uden at afsløre sig og står derfor svømmeundervisningen over. Takako tror imidlertid fraværet skyldes manglende svømmekundskaber, men ender selv i en svømmeduel med Mariya. | |                   |
| 07 | "Little Kana and the Big Ribbon" "Chitchana Kana to Ookina Ribon" (小っちゃな妹（かな）と大きなリボン)            | 18. november 2006 |
| Takako forlanger Kanas forholdsvis store hårpynt væk. Men det betyder meget for hende, så efter at have vægtet for og imod vælger Mizuho at gå sammen med Mariya og Sion om at gøre fælles front mod elevrådsformanden ved hjælp af en særlig appelregel. | |                   |
| 08 | "Unshortened Time" "Chijimaranai Taimu" (縮まらない記録（タイム）)                                                | 25. november 2006 |
| Yukari er i løbeklubben men er ikke så god, som sin svigerinde i sin tid var. Hun begynder at tvivle på sig selv men vil alligevel ikke give op. De andre gør imidlertid deres for at give hende selvværdet og humøret tilbage og få hende til at indse, at hun skal gøre det, hun selv vil. | |                   |
| 09 | "Mariya's Feelings" "Mariya no Kimochi" (まりやの気持ち)                                                          | 2. december 2006  |
| Skolefestivallen nærmer sig, og mens Kana er nervøs sin hovedrolle i de yngres teaterstykke, konfronteres Mizuho og Takako med at næsten hele skolen ønsker, at de skal spille hovedrollerne i det andet stykke, Romeo og Julie. Til fortrydelse for Mariya der har svært ved indstille sig på, at Mizuho er vokset op og ikke længere halter efter hende.                                                                                       | |                   |
| 10 | "Two Juliets" "Futari no Jurietto" (二人のジュリエット)                                                           | 9. december 2006  |
| Skolefestivallen er i gang, og alle arbejder hårdt. Mariya byder på planetarium for et begejstret publikum, men hendes eget humør svinger, når det gælder Mizuho, der på sin side mødes af varmere følelser fra Takako. Kana har succes med sit stykke, men et uheld giver hovedattraktionen, Romeo og Julie en uventet drejning. | |                   |
| 11 | "The Etude of Confusion" "Tomadoi no Echuudo" ((戸惑いの練習曲(エチュード))                                       | 16. december 2006 |
| Mariya er blevet forkølet, og da det bliver værre, må hun holde sengen. Hun er mærket af, at hendes følelser for Mizuho har ændret sig, men denne bliver kun efterhånden klar over årsagen til Mariyas ændrede opførsel. Da hun er rask, tager de to på date, men hvad kan det mon føre med sig? | |                   |
| 12 | "The Last Dance is Eternal" "Rasuto Dansu wa Eien ni" (ラストダンスは永遠に)                                      | 23. december 2006 |
| Mizuhos redning af Takako fra et overfald har afsløret hans hemmelighed for hende. Hun tier om det men har efterfølgende svært ved at stå ansigt til ansigt med ham. Mizuho på sin side må overholde sine forpligtelser som Ældste ved seriens afsluttende klimaks, ballet, hvor både Kana, Yukari og ikke mindst Ichiko ser frem til at danse med ham. Spørgsmålet er så bare, om ballet også kan bringe glæde og venskab for Mariya og Takako. | |                   |
| 13 | "Tsunderella" "Ookina Shounen Shoujo Sekai Meisaku no Mori ~Tsunderera~" (大きな少年少女世界名作の森~ツンデレラ~) | Direkte til DVD   |
| En parodi på serien selv i chibiform og på Askepot med som Takako i titelrollen. Rollelisten tæller endvidere Mariya, Yukari og Ichiko som de onde stedsøstre, Sugawara som Snehvide, Shion som den gode fe, Kana med en flyvende Kanamobil, Kei som den onde dronning fra Snehvide med pandekagehuset fra Hans og Grete, Michiko som hende spejl der forklæder sig som Rødhætte og Mizuho som prinsen med Hisako som adjudant.                  | |                   |